# Złota Siklawa
Złota Siklawa – wodospad w Dolinie Małej Zimnej Wody w słowackich Tatrach Wysokich na potoku Mała Zimna Woda. Opada on z wysokiej ściany stawiarskiej zwanej Złotymi Spadami, jaką Dolina Pięciu Stawów Spiskich (górna część Doliny Małej Zimnej Wody) obrywa się w południowym kierunku. Wodospad spada kaskadami z nachylonej pod kątem 45° wysokiej płyty skalnej. Zachwycał się nim w 1865 Mariusz Łomnicki, pisząc: „Prześliczny widok! Z ogromnej, więcej może niż stosążniowej wysokości, spływa miejscami w kilkoro rozdzierzgniona wstęga, bielsza od najbielszego śniegu, cudownie odbijająca od szczerniałego granitu”.
Po zachodniej stronie wodospadu istniała w latach 1833–1845 niewielka kopalnia rudy. Ludwik Zejszner pisał o niej: „dobytą rudę trzeba znosić na barkach”. Obok wodospadu prowadzi szlak turystyczny.

## Szlaki turystyczne
– zielony szlak od Schroniska Zamkovskiego dnem Doliny Małej Zimnej Wody do Schroniska Téryego, stąd dalej razem ze szlakiem żółtym i po jego odłączeniu na Lodową Przełęcz
- Czas przejścia od Schroniska Zamkovskiego do Schroniska Téryego: 1:45 h, ↓ 1:20 h
- Czas przejścia od Schroniska Téryego na Lodową Przełęcz: 1:30 h, ↓ 1:20 h